# Maître de Hoo
Le Maître de Thomas Hoo appelé aussi Maître de Hoo est un enlumineur actif entre Paris et Rouen dans la première moitié du XVe siècle. Son nom de convention provient du manuscrit d'un livre d'heures destiné à Thomas Hoo (en), un aristocrate anglais. Une dizaine de manuscrits lui sont attribués.

## Éléments biographiques et stylistiques

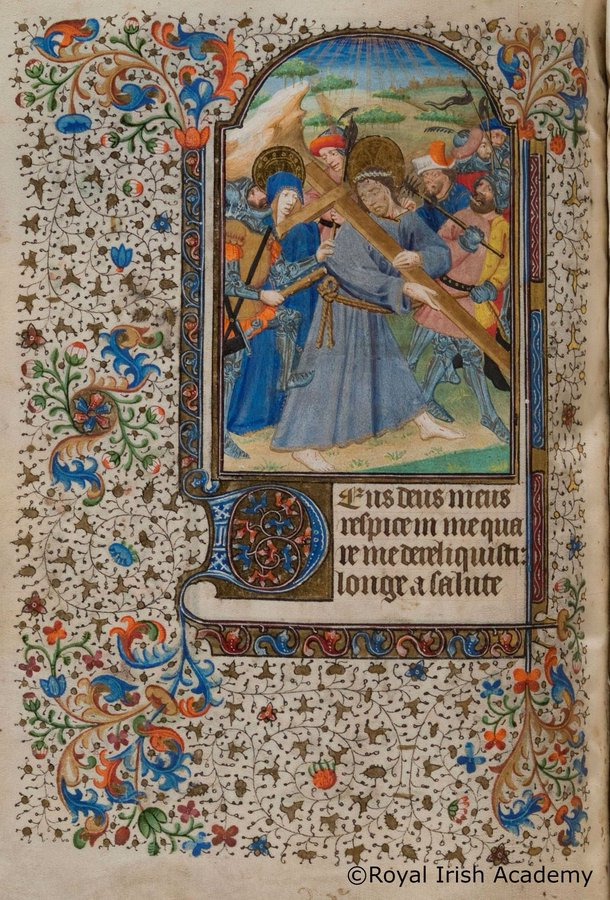
Livre d'heures de Thomas Hoo, Royal Irish Academy.

Le style de l'artiste a été distingué pour la première au sein du manuscrit qui lui a donné son nom, le livre d'heures qu'il a peint à l'occasion du mariage entre Thomas Hoo, Baron de Hoo et d'Hastings et d'Eleanor Welles vers 1444. Son style montre une affiliation directe au Maître de Bedford avec lequel il a sans doute collaboré à Paris dans la première moitié du XVe siècle. Il pourrait avoir suivi la clientèle de ce dernier à Rouen dans les années 1430, alors que les troupes anglaises quittent Paris pour la Normandie après le prise de la ville par les troupes de Charles VII. Il collabore avec le Maître de Talbot qui s'est lui aussi déplacé de Paris à Rouen, notamment au sein du Livre de Talbot-Shrewsbury. Il collabore également avec le Maître de la Légende dorée de Munich dont le style se confond parfois avec le sien.
Plusieurs historiens de l'art voit en lui le Maître de Jean de Popincourt, dont le nom provient d'un livre d'heures réalisé pour Jean II de Popincourt et sa femme Catherine Le Bègue qui pourrait être de sa main également. 

## Manuscrits attribués

Adoration des mages, feuillet d'un livre d'heures du Cleveland Museum of Art.

Une dizaine de manuscrits lui sont attribués ainsi que des feuillets isolés :
- Compilation d'œuvres pastorales de Guy de Montrocher, Jean Gerson et autres, 3 lettrines historiées, vers 1430, Paris, collection privée, passé en vente chez Sotheby's, le 3 juillet 2018, lot 19[4]
- Heures de Béthune, à l'usage de Rome, 21 miniatures, vers 1430-1435, Musée Condé, Chantilly, Ms.69[5]
- Livre d'heures à l'usage de Sarum, Rouen, 1444, à l'occasion du mariage de Thomas Hoo et d'Eleanor Welles, 28 miniatures dont 1 par le Maître de Talbot (Saint Hildevert, f.200v.), bibliothèque de la Royal Irish Academy, Dublin, ms. 12 R 31
- Livre d'heures à l'usage de Paris, vers 1440-1450, en collaboration avec le Maître de la Confrérie de Sainte-Catherine, collections du Grolier Club (en), New York[6]
- Livre d'heures à l'usage de Paris, vers 1440-1450, en collaboration avec le Maître de la Légende dorée de Munich, dont il achevé les 15 miniatures, ancienne collection Isabel Gagarine, passé en vente chez Sotheby's le 5 décembre 2017, lot 31[7]
- Livre d'heures à l'usage de Paris, 13 miniatures, vers 1440-1450, Bibliothèque royale, La Haye, MS 76 F 22[8]
- Livre de Talbot-Shrewsbury, en collaboration par le Maître de Talbot, pour les folios 21-24, vers 1444-1445, British Library, Royal 15 E VI
- Livre d’heures de Jean de Popincourt et de Catherine Le Bègue, collection privée (autrefois attribué au Maître de la Légende dorée de Munich), exposé à Cologne en 1987[9] puis en vente chez Heribert Tenschert en 2015[10].
- Livre d'heures à l'usage de Paris, vers 1450, 12 grandes miniatures, passé en vente chez Ketterer Kunst, Hambourg, 23 novembre 2015, lot 3[11]
- Livre d'heures à l'usage de Paris, 11 grandes miniatures, vers 1450, ancienne collection Duclaux, Musée des beaux-arts d'Angers, 2003.1.74[12]

Feuillets isolés :
- Adoration des mages, feuillet d'un livre d'heures, vers 1440, Cleveland Museum of Art, 2011.60[13]
- Couronnement de la Vierge, feuillet d'un livre d'heures, vers 1440, Milwaukee Art Museum, M2021.721[14]